# 하얀 연인들
하얀 연인들(원제: 13 Jours En France)은 프랑스 그르노블에서 열린 1968년 동계 올림픽에 대한 다큐멘터리이다. 클로드 를루슈와 프랑수아 라이첸버흐가 감독을 맡았으며, 1968년 개봉했다. 원제는 '프랑스에서의 13일'(13 jours en France)이지만 1968년 11월 일본에서 개봉될 때 '白い恋人たち'로 제목이 번안되었으며 그 후 한국에서도 이에 따라 '하얀 연인들'이라는 제목으로 개봉했다. 프랑시스 레이가 작곡한 이 영화의 음악은 한국의 2002년 드라마 겨울 연가에서 주제곡으로 사용하기도 했다.

## 출연

### 주연
- 페기 플레밍

## 수상
- 1968년 칸 영화제 공식 초청작